# 新潟大学医疗技术短期大学部
新潟大学医疗技术短期大学部（日语：／ Niigata Daigaku Iryōgijutsu Tanki Daigakubu *），简称新大医短，是过去一所位于日本新潟县新潟市的国立短期大学。

## 概要

### 简介
- 短期大学为于1974年开办[1]、招生男女到1999年、停办于2003年[2]。

### 历史
- 1974年 新潟大学医疗技术短期大学部成立并同时设置三个学科、以下列举。
  - 护理科
  - 诊疗放射线技术科
  - 卫生技术科
- 1976年 三个学科各自部分改称、以下列举。
  - 护理科→护理学科
  - 诊疗放射线技术科→诊疗放射线技术学科
  - 卫生技术科→卫生技术学科
- 1978年 助产学特別专攻于专科[3]。
- 1999年 最后一年招生、次年停止招生（正式停办于2003年3月31日[2]）。

## 学校环境
- 校区：在了新潟县新潟市[注 1]

## 历任校长
- 北村四郎：第一代短期大学校长[1]
- 长谷川彰：最后短期大学校长[1]

## 组织

### 学科
- 护理学科
- 卫生技术学科
- 诊疗放射线技术学科

### 专科
- 助产学特別专攻

### 业余课程
- 没有

## 相关链接
- 日本短期大学列表
- 新潟大学商业短期大学部